# Horopaji
Horopaji (ukr. Горопаї) – wieś na Ukrainie, w obwodzie żytomierskim, w rejonie żytomierskim, w hromadzie Lubar. W 2001 liczyła 592 mieszkańców, spośród których 588 wskazało jako ojczysty język ukraiński, a 4 rosyjski.